# Ville-sur-Jarnioux
Ville-sur-Jarnioux est une commune française, située dans le département du Rhône en région Auvergne-Rhône-Alpes.

## Géographie

### Situation
Village du Rhône, il est situé dans une partie appelée les Pierres dorées (38 communes du département) en raison des constructions en roche calcaire teintée naturellement par des oxydes de fer qui donnent une couleur jaune. Ville-sur-Jarnioux est l'une des rares communes à avoir toujours une carrière en activité.
Six communes ornent le village, avec Cogny sur le flanc nord, Jarnioux dans la vallée à l'est et, de l'autre côté des collines, Theizé au sud, Oingt, Saint-Laurent-d'Oingt et Sainte-Paule à l'ouest.

### Reliefs
Le village décrit une forme de diamant dont la pointe basse est située au sud-est à une altitude de 305 m et la pointe haute est située au nord-ouest à une altitude de 773 m. Village assez vallonné, le bourg se trouve en flanc de colline, offrant un panoramique sur le bassin caladois (Villefranche-sur-Saône) ainsi que la plaine de l'Ain.

### Climat
Pour des articles plus généraux, voir Climat d'Auvergne-Rhône-Alpes et Climat du Rhône.
En 2010, le climat de la commune est de type climat océanique dégradé des plaines du Centre et du Nord, selon une étude du Centre national de la recherche scientifique s'appuyant sur une série de données couvrant la période 1971-2000. En 2020, Météo-France publie une typologie des climats de la France métropolitaine dans laquelle la commune est exposée à un climat de montagne ou de marges de montagne et est dans la région climatique  Nord-est du Massif Central, caractérisée par une pluviométrie annuelle de 800 à 1 200 mm, bien répartie dans l’année. 
Pour la période 1971-2000, la température annuelle moyenne est de 10,9 °C, avec une amplitude thermique annuelle de 16,8 °C. Le cumul annuel moyen de précipitations est de 862 mm, avec 10,2 jours de précipitations en janvier et 7,2 jours en juillet. Pour la période 1991-2020, la température moyenne annuelle observée sur la station météorologique de Météo-France la plus proche, « Liergues_sapc », sur la commune de Porte des Pierres Dorées à 3 km à vol d'oiseau, est de 12,1 °C et le cumul annuel moyen de précipitations est de 710,2 mm,. Pour l'avenir, les paramètres climatiques de la commune estimés pour 2050 selon différents scénarios d'émission de gaz à effet de serre sont consultables sur un site dédié publié par Météo-France en novembre 2022.

### Agriculture et industries
Un quart de la surface est cultivé. La majeure partie est en vignobles d'appellation beaujolais, avec un cépage gamay pour le vin rouge et un cépage chardonnay pour le vin blanc. L'arrachage progressif des vignobles laisse place à des prés, où sont cultivés blé, maïs, fourrage pour les animaux.
Une faible partie est réservée à l'élevage de chèvres et vaches qui font vivre un producteur local.
On peut également constater, l'augmentation des animaux domestiques de type ânes et chevaux.
Aucune industrie n'est recensée dans ce village. Bien que des forges devenues plus tard un atelier de mécanique agricole ait fonctionné jusqu'aux années 1990, la crise viticole et la mobilité accrue des engins ont permis à l'époque le déménagement des locaux dans la commune de Pouilly-le-Monial proche de Ville.

### Culture
Le blason du village représente trois têtes de licorne dorées, sur fond bleu clair de forme écu français moderne.
Les habitants se nomment Villésennes et Villésiens.

## Urbanisme

### Typologie
Au 1er janvier 2024, Ville-sur-Jarnioux est catégorisée commune rurale à habitat dispersé, selon la nouvelle grille communale de densité à sept niveaux définie par l'Insee en 2022.
Elle est située hors unité urbaine. Par ailleurs la commune fait partie de l'aire d'attraction de Lyon, dont elle est une commune de la couronne,. Cette aire, qui regroupe 397 communes, est catégorisée dans les aires de 700 000 habitants ou plus (hors Paris),.

### Occupation des sols
L'occupation des sols de la commune, telle qu'elle ressort de la base de données européenne d’occupation biophysique des sols Corine Land Cover (CLC), est marquée par l'importance des territoires agricoles (75,9 % en 2018), une proportion sensiblement équivalente à celle de 1990 (76,2 %). La répartition détaillée en 2018 est la suivante : 
prairies (37,9 %), cultures permanentes (26,9 %), forêts (21 %), zones agricoles hétérogènes (11 %), zones urbanisées (3,2 %). L'évolution de l’occupation des sols de la commune et de ses infrastructures peut être observée sur les différentes représentations cartographiques du territoire : la carte de Cassini (XVIIIe siècle), la carte d'état-major (1820-1866) et les cartes ou photos aériennes de l'IGN pour la période actuelle (1950 à aujourd'hui).

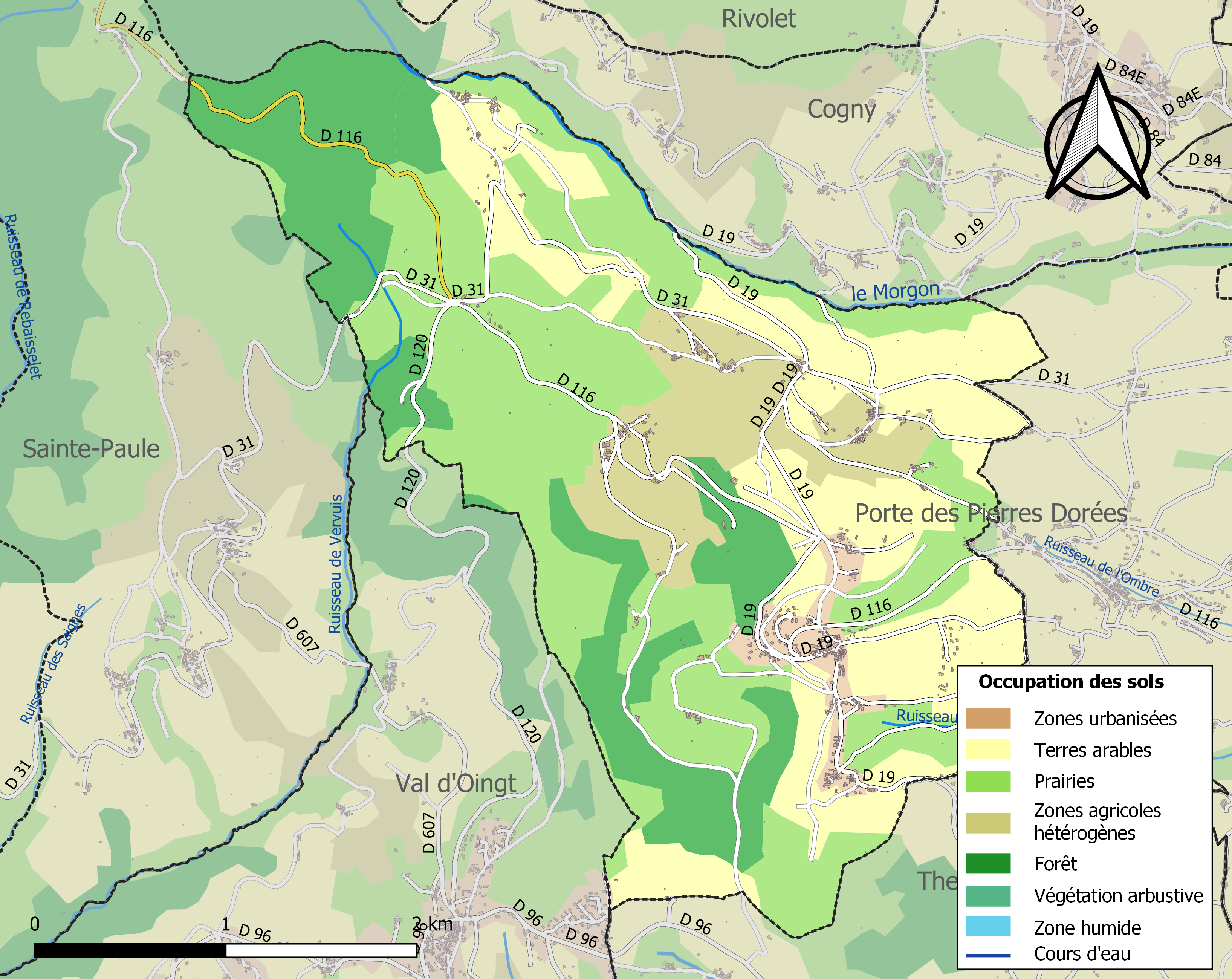
Carte des infrastructures et de l'occupation des sols de la commune en 2018 (CLC).

## Histoire
Les premières traces d’occupation du sol remontent au moins à la période gallo-romaine.
La première mention du nom de la commune date de 889 (cartulaire de l’abbaye de Savigny).
Pendant la Révolution, la commune prend le nom de Charmont.
En 1869, Ville-sur-Jarnioux et Jarnioux se séparent et constituent deux communes distinctes.

## Politique et administration
sources : Registres des délibérations du conseil municipal.
Comme de nombreux villages très ruraux, la droite est très majoritaire et le nouveau maire, élu en 2010 à la suite d'une série de démissions, est adhérent à l'UMP.
Le conseil municipal actuel est composé de 15 conseillers dont le maire et 4 adjoints.

## Démographie
L'évolution du nombre d'habitants est connue à travers les recensements de la population effectués dans la commune depuis 1793. Pour les communes de moins de 10 000 habitants, une enquête de recensement portant sur toute la population est réalisée tous les cinq ans, les populations de référence des années intermédiaires étant quant à elles estimées par interpolation ou extrapolation. Pour la commune, le premier recensement exhaustif entrant dans le cadre du nouveau dispositif a été réalisé en 2007.

En 2022, la commune comptait 820 habitants, en évolution de +0,74 % par rapport à 2016 (Rhône : +3,93 %, France hors Mayotte : +2,11 %).
| 1793  | 1800  | 1806  | 1821  | 1831  | 1836  | 1841  | 1846  | 1851  |
| ----- | ----- | ----- | ----- | ----- | ----- | ----- | ----- | ----- |
| 1 025 | 1 260 | 1 350 | 1 282 | 1 291 | 1 265 | 1 316 | 1 332 | 1 251 |

| 1856  | 1861  | 1866  | 1872 | 1876 | 1881 | 1886 | 1891 | 1896 |
| ----- | ----- | ----- | ---- | ---- | ---- | ---- | ---- | ---- |
| 1 235 | 1 328 | 1 375 | 867  | 868  | 883  | 890  | 840  | 809  |

| 1901 | 1906 | 1911 | 1921 | 1926 | 1931 | 1936 | 1946 | 1954 |
| ---- | ---- | ---- | ---- | ---- | ---- | ---- | ---- | ---- |
| 783  | 746  | 639  | 576  | 585  | 505  | 470  | 421  | 447  |

| 1962 | 1968 | 1975 | 1982 | 1990 | 1999 | 2006 | 2007 | 2012 |
| ---- | ---- | ---- | ---- | ---- | ---- | ---- | ---- | ---- |
| 441  | 410  | 389  | 505  | 571  | 640  | 739  | 753  | 807  |

| 2017 | 2022 | - | - | - | - | - | - | - |
| ---- | ---- | - | - | - | - | - | - | - |
| 806  | 820  | - | - | - | - | - | - | - |

## Lieux et monuments
- Église Saint-Martin : du XIIe, XIVe, XVe, XVIe, et XVIIIe siècles. Construction très atypique avec son clocher d'architecture d'art roman et, le chœur et la nef de construction voûtée à croisée d'ogives d'art gothique

C'est dans le cartulaire de l'abbaye de Savigny qu'il est fait mention pour la première fois d'une propriété à Ville, en 889 et en 995 de la présence d'un oratoire bénédictin.
La première construction de l'église, sur les fondations de l'oratoire, se situe au XIIe siècle. On en trouve la preuve dans le cartulaire de l'abbaye d'Ainay de Lyon : l'église et ses dépendances furent confirmées par les papes Eugène III en 1153 et Innocent IV en 1250.
Les relations des réparations effectuées en 1469 et 1657 indiquent que l'église est placée sous le patronage de saint Martin, le plus populaire des saints de France.
On retrouve la trace de la présence à Ville-sur-Jarnioux de plusieurs confréries, qui participaient activement à la vie de la paroisse : confrérie du Saint Sacrement (1657), confrérie du Saint Esprit (1530 et 1750), confrérie de la doctrine chrétienne (1696).
En 1701, Raymond Crottet, curé de Ville, inscrit dans les registres paroissiaux la démolition du clocher. Sur une pierre du nouveau clocher, on trouve gravées, la date de 1703, et les armoiries de Gratien Ménardeau, seigneur de Jarnioux ; actuel blason du village.
Une litre funéraire est encore visible dans le vestibule, peinte probablement lors de la mort de Ménardeau, en 1716 ou 1717. Un procès-verbal de 1719 mentionne la chapelle Notre-Dame du côté de l’Évangile. En 1751, après une requête présentée par l'ensemble des habitants de la paroisse, l'archevêque de Lyon autorise la démolition de l'ermitage de Saint-Abraham, abandonné et inhabitable, et l'utilisation des matériaux pour réparer et agrandir l'église paroissiale, par les nefs latérales. Le 20 juin 1763, le maître autel a été consacré.
Le beffroi du clocher a été reconstruit à la fin de 1860, selon un devis du 2 août 1860. La première cloche a été fondue et posée en 1861 ; deux autres suivirent (délibération du conseil municipal du 13 mai 1865). L'ancienne charpente a été revendue en 1865. L'édifice dans son état actuel date donc en majeure partie des XVIe et XVIIIe siècles, et la belle pierre dorée avec laquelle il est construit lui donne beaucoup d'homogénéité. Mais nous sommes aussi en présence d'éléments antérieurs.
Tout d'abord, des preuves de l'origine romane, découvertes pendant les travaux de renforcement, et dont certaines sont encore visibles : les deux arcs en plein cintre de l'entrée et du chœur, les chapiteaux des colonnettes des baies du clocher, et dans les combles, la trace de l'ancien pignon du toit couvert de lauzes et les corniches d'évacuation des eaux du toit.
Par ailleurs, on trouve également un chœur du XIVe voûté à croisée d'ogives, et une nef du XVe plus basse ; celle-ci, réalisée à partir d'une nef couverte de lauzes que l'on retrouve dans les murs goutterots des combles, comporte 4 travées à croisée d'ogives.
Les boiseries du chœur du XVIIIe, en noyer, sont sobres et harmonieuses, avec leurs coffrages cintrés sur les colonnes des voûtes.
Trois stalles à parecloses sont situées de part et d'autre de l'entrée du chœur, avec enroulement de volutes sur les accoudoirs. Elles ont été restaurées en 2001, sous l'impulsion de l'Association Patrimoine et Traditions de Ville-sur-Jarnioux, et grâce au financement du conseil général et de la fondation Goury-Laffont.
L'église possède également plusieurs statues en bois doré ou polychrome, ce qui indique l'importance de cette paroisse durant les siècles précédents.
À l'intérieur, les visiteurs peuvent découvrir des peintures murales autrichiennes dues à un occupant anonyme durant la guerre en 1814.
Des désordres très graves menaçant son existence, l'église a fait l'objet de réparations importantes entre 1987 et 1991 puis en 2005.
- Chapelle Saint-Roch : XVIe siècle.

Le 16 juillet 1522, l'archevêque de Lyon donne l'autorisation de construire cette chapelle.
Elle fut initialement élevée pour conjurer la peste et, est donc dédiée à saint Roch qui avait pour réputation de guérir cette maladie.
- Chapelle Saint-Clair : du XIVe au XVIe siècle.

Il est fort vraisemblable que le site de Saint-Clair ait abrité un établissement des templiers dont le prieuré aurait laissé la place à la chapelle actuelle. La construction initiale parait remonter au XIVe siècle, époque coïncidant avec la destruction des chevaliers du temple. Ce dont on est sûr, c'est qu'elle a été reconstruite avant 1773, date d'une pétition mentionnant ces travaux.
La façade et le porche actuel datent des XVe et XVIe siècles.
- Les cadoles de Collonge :

Circuit pédestre ouvert en 2011. Le projet regroupe un ensemble de constructions variées qui sont les témoins de la vie agricole du XVIIIe au XXe siècle. Dans une zone envahie par un taillis sauvage on découvre quatre cadoles principales reliées entre elles par des escaliers de franchissement de murs de soutènement, des escaliers de traversée de parcelles. Y ont été aménagés aussi des sources, des terrasses et de nombreux murets en pierres sèches.
Le cadastre napoléonien de 1824 renseigne sur la disposition des constructions encore visibles. L’aménagement des parcelles remonte à la fin du XVIIIe siècle lors de la grande expansion des zones cultivées. La ligne du Chemin de fer du Beaujolais de Villefranche à Tarare, aujourd’hui chemin de randonnée très fréquenté, traverse ces lieux.
Le terrain très en pente, il est sur une faille géologique, a nécessité la construction de terrasses. L’éloignement du bourg a entraîné la construction d’abris sommaires comme les cadoles. Le rocher calcaire affleurant a fourni le matériau pour les constructions tout en participant à l’épierrage des parcelles destinées à la culture. Toutes les conditions ont été réunies pour qu’une architecture en pierres sèches s’organise.
Les différentes qualités d’appareillages font penser que les paysans ont été secondés par des professionnels (nous trouvons dans les environs proches de nombreux témoignages de la présence de maçons venus, l’hiver, de la Creuse pour participer aux constructions).
Cette zone a été progressivement abandonnée par la culture entre les deux guerres.
Une promenade dans ce bois raconte plus de deux cents ans d’histoire.
Sources : Association "Patrimoines et Traditions"

## Personnalités liées à la commune
- Bernard Bador, poète et artiste.
- Antoine Arnaud, né au hameau de la Croix Chervet, donateur à la ville de Villefranche où il a sa rue.
- Abbé Breuil, début XXe, historien du village, ses écrits sont consignés à l'Association Patrimoine et Traditions de Ville-sur-Jarnioux.
- Claude Chana (1811-1882), né dans la commune[17], pionnier, colon et arboriculteur, considéré comme le fondateur de la ville d’Auburn, en Californie, et le père de l’industrie fruitière dans ce même État[18].
- Pierre Manus (1867-1947), homme politique né à Ville-sur-Jarnioux, député du Rhône de 1910 à 1919.
- Lise Gitel, historienne de Ville-sur-Jarnioux, délibérations du conseil municipal depuis 1987, cofondatrice et secrétaire de l'Association Patrimoine et Traditions de Ville-sur-Jarnioux.
- Robert Braymand, membre de l'association Patrimoine et Traditions de Ville-sur-Jarnioux, animateur d'un atelier de restauration de murs en pierre sèche.
- Gaël Morel, acteur cinéaste, a tourné À toute vitesse sur la commune (il a vécu enfant à Ville-sur-Jarnioux et y a fréquenté l'école communale).